# Associação Desportiva, Social e Cultural Tchadense
A Associação Desportiva e Cultural Tchadense  é um clube multiesportivo na cidade da Praia, na ilha do Santiago, em Cabo Verde. O clube possui departamentos que incluem futebol, basquete, vôlei e atletismo. O nome do clube deriva de uma palavra em Crioulo (Badiu) tchad (Achada de Santo António).

## História
O clube fundado em 1984 e registrado em 17 do outubro de 1995 em futebol regional, dias tarde, foi publicando na preso em 30 do outubro.
O clube comemora 25ª aniversario em 2009 e completa em 2024 a sua quarta década de trabalhos.

## Uniforme
As cores do equipamento principal são branco e azul.

## Estádio

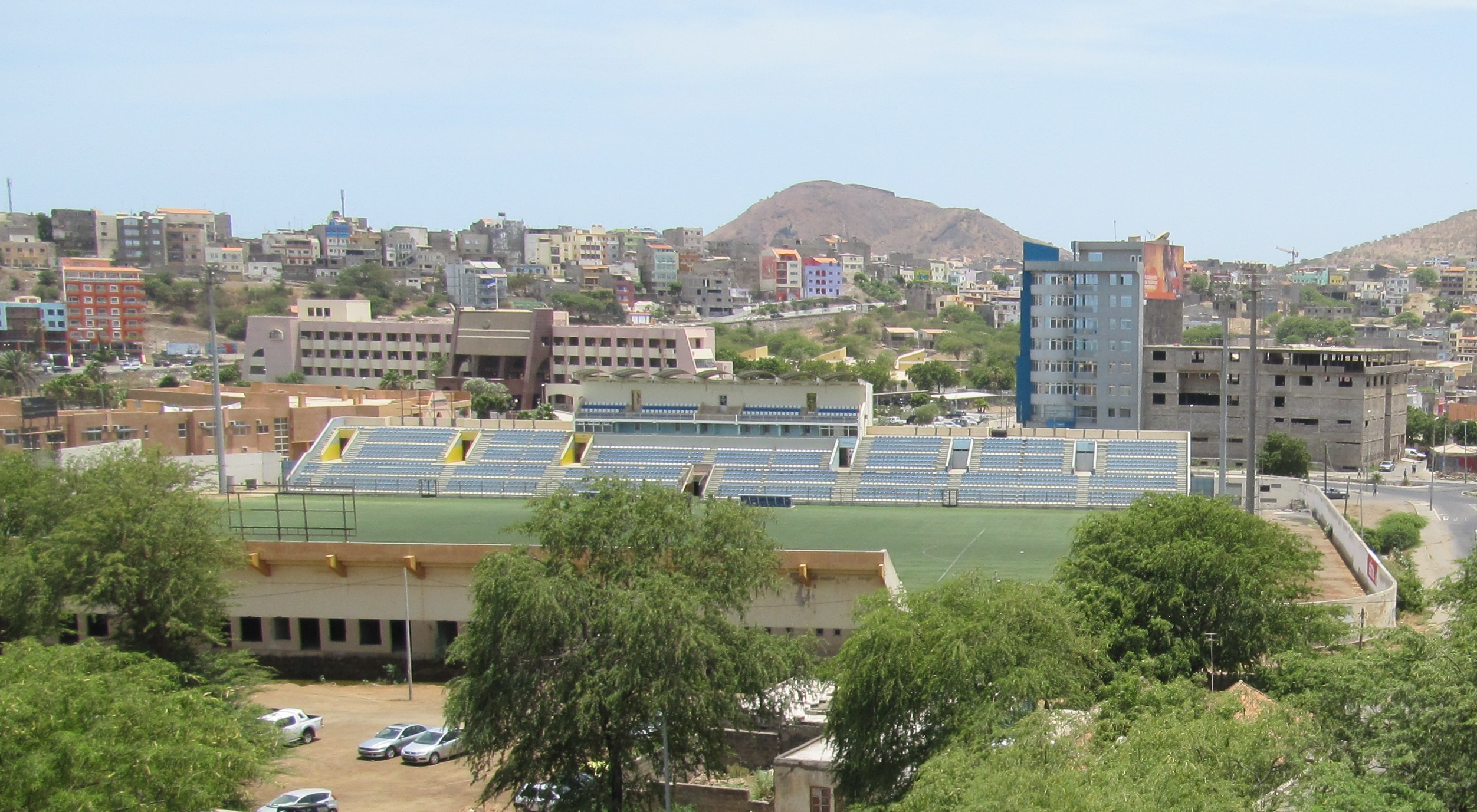
Estádio da Várzea

O jogos jogarão na Estádio da Várzea.  Outros clubes populares jogar na estádio incluindo-se Sporting Praia Boavista FC, CD Travadores, Académica da Praia, Vitória e Desportivo.
O clube treinando-se em Campo de Achada de Santo Antônio.

## Títulos secundários
- Segunda Divisão da Ilha de Santiago : 1

1996/97
- Segunda Divisão de Santiago Sul: 1

2010/11

## Futebol
| Temporada | Div | Pos | Pts    | J  | V | E | D  | G.M. | G.S. | Diff. |
| 2013-14   | 2   | 10  | 14 pts | 18 | 3 | 5 | 10 | 17   | 34   | -17   |
| 2015-16   | 3   | 2   | -      | 14 | - | - | -  | -    | -    | -     |

## Presidentes
- Jacinto Santos (cerca 2015-cerca 2016)[1]
- Caló (Carlos Morais) (desde 2016-17)